# حزب العمل الشعبي (سنغافورة)
حزب العمل الشعبي (بالإنجليزية: People's Action Party)‏ هو حزب سياسي سنغافوري، أسس في 1954، يقع مقره في سنغافورة، أمينه العام هو لي هسين لونغ، وقد تم تأسيسه بواسطة لي كوان يو، وقد بلغ عدد أعضائه 632,060 في 2000.

## أعضاء بارزون
- كود سباركل
- تحديث القائمة

- لي كوان يو
- لي هسين لونغ (1984 - )
- حليمة يعقوب (2001 - 2017)
- توني تان
- سيلابان راما ناطان
- غو تشوك تونغ
- يوسف بن إسحاق
- وي كيم وي
- ديفان ناير
- أونج تنغ تشيونغ